# Mirandola
Mirandola (La Miràndla in dialetto mirandolese) è un comune italiano di 24 804 abitanti della provincia di Modena in Emilia-Romagna, situato a nord del capoluogo. Ha il titolo di città.

## Geografia fisica
La città dista 35 km da Modena, 50 km sia da Mantova che da Ferrara, e 70 km da Verona. Il territorio comunale di Mirandola si trova in pianura, ad un'altitudine compresa tra i 9 m s.l.m. (nella zona di San Martino Spino) e i 23 m s.l.m. (a San Giacomo Roncole), mentre la casa comunale è posta a 18 m s.l.m.

### Clima
| Mirandola                                            | Mesi         | Mesi         | Mesi        | Mesi        | Mesi        | Mesi        | Mesi        | Mesi        | Mesi        | Mesi        | Mesi        | Mesi         | Stagioni | Stagioni | Stagioni | Stagioni | Anno    |
| Mirandola                                            | Gen          | Feb          | Mar         | Apr         | Mag         | Giu         | Lug         | Ago         | Set         | Ott         | Nov         | Dic          | Inv      | Pri      | Est      | Aut      | Anno    |
| ---------------------------------------------------- | ------------ | ------------ | ----------- | ----------- | ----------- | ----------- | ----------- | ----------- | ----------- | ----------- | ----------- | ------------ | -------- | -------- | -------- | -------- | ------- |
| T. max. media (°C)                                   | 5,4          | 8,2          | 13,0        | 17,7        | 22,6        | 27,0        | 29,6        | 28,9        | 25,0        | 18,9        | 12,1        | 6,4          | 6,7      | 17,8     | 28,5     | 18,7     | 17,9    |
| T. media (°C)                                        | 1,7          | 4,1          | 8,7         | 13,0        | 17,6        | 21,5        | 24,0        | 23,4        | 19,1        | 13,5        | 7,7         | 2,9          | 2,9      | 13,1     | 23,0     | 13,4     | 13,1    |
| T. min. media (°C)                                   | −0,8         | 0,8          | 4,3         | 8,2         | 12,3        | 16,0        | 18,1        | 17,9        | 14,9        | 10,0        | 5,5         | 0,7          | 0,2      | 8,3      | 17,3     | 10,1     | 9,0     |
| T. max. assoluta (°C)                                | 17,1 (2016)  | 26,0 (1990)  | 29,0 (1989) | 31,9 (2011) | 36,2 (2009) | 37,8 (2003) | 39,8 (2015) | 41,2 (2017) | 35,0 (1927) | 30,1 (2011) | 25,5 (1926) | 16,3 (2006)  | 26,0     | 36,2     | 41,2     | 35,0     | 41,2    |
| T. min. assoluta (°C)                                | −25,0 (1985) | −20,0 (1991) | −8,4 (2005) | −4,0 (1929) | 2,0 (1962)  | 5,3 (2001)  | 9,0 (1986)  | 9,0 (1929)  | 3,0 (1931)  | −2,4 (2009) | −9,4 (1965) | −15,0 (1933) | −25,0    | −8,4     | 5,3      | −9,4     | −25,0   |
| Precipitazioni (mm)                                  | 45,4         | 44,8         | 51,7        | 59,6        | 64,6        | 61,1        | 41,9        | 49,6        | 61,3        | 73,0        | 70,8        | 48,4         | 138,6    | 175,9    | 152,6    | 205,1    | 672,2   |
| Radiazione solare globale media (centesimi di MJ/m²) | 173,3        | 250,0        | 422,2       | 525,9       | 656,0       | 694,8       | 723,5       | 610,1       | 455,7       | 307,2       | 185,1       | 134,2        | 557,5    | 1 604,1  | 2 028,4  | 948,0    | 5 138,0 |

Fonte:  Record e statistiche climatiche per l'area di Mirandola e bassa modenese, su Mirandolameteo.it. URL consultato l'8 settembre 2017 (archiviato l'8 settembre 2017).

## Storia

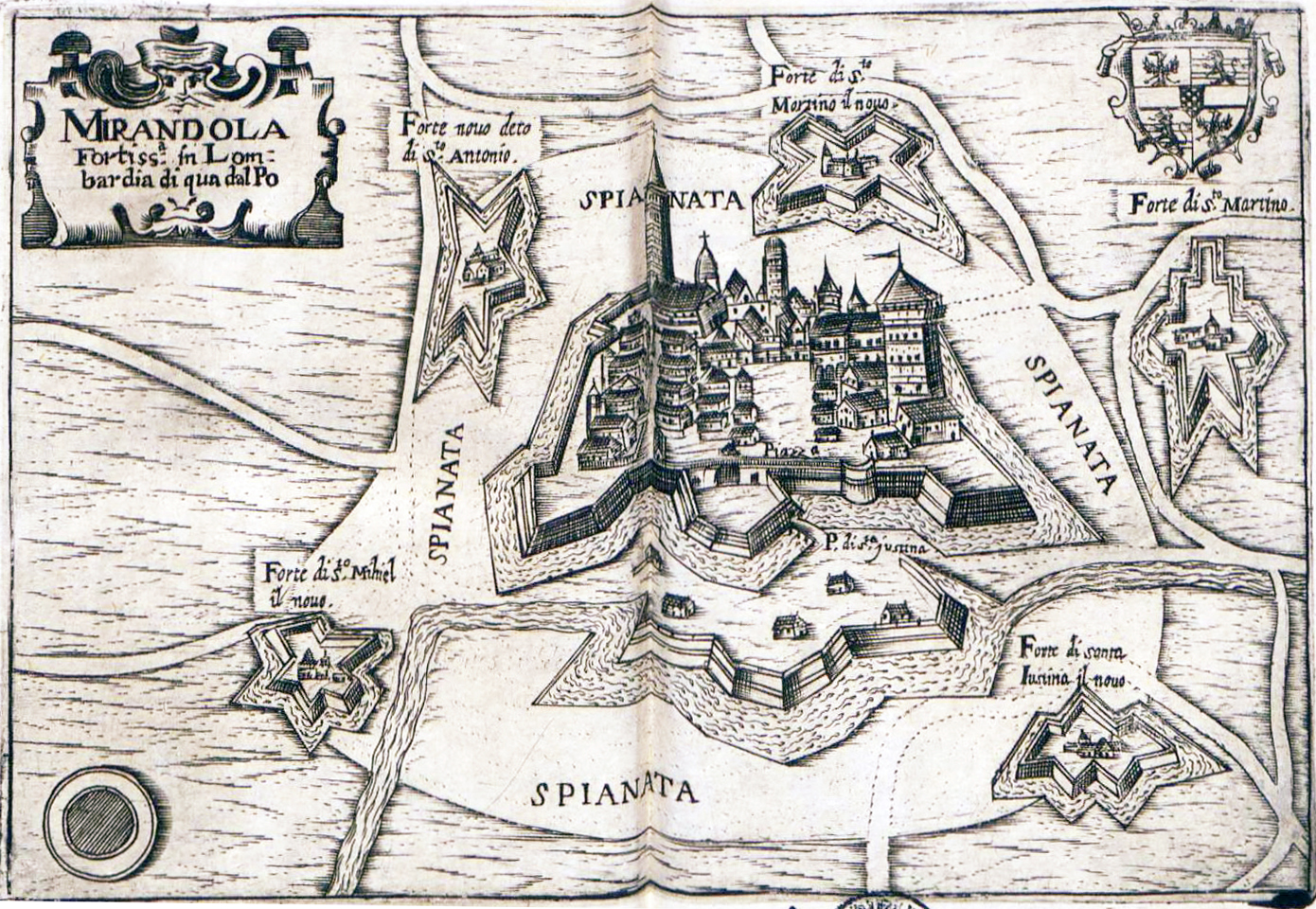
Mirandola nell'Itinerario di Franz Schott, 1649

Distante circa 34 chilometri da Modena (lungo la statale 12, in direzione di Verona) questa cittadina della bassa modenese mantiene ancora nella pianta ottagonale tracce della sua struttura di città-fortezza rinascimentale. Intorno a piazza Costituente, nucleo centrale e di riferimento dell'intero centro cittadino, si innalzano i fabbricati, in parte originali e in parte ricostruiti, facenti parte dell'antico grande complesso del castello dei Pico.
Il castello, dopo un periodo di decadenza iniziato nei primi decenni del Settecento, è stato completamente restaurato e il 4 giugno 2006 è stato riaperto al pubblico.
Il nucleo storico di piazza Costituente è completato dal palazzo della Ragione, in stile tardo gotico, dal quattrocentesco palazzo Bergomi e dal palazzo Comunale (1468, ma molto restaurato nell'Ottocento). Le mura che circondavano la città furono abbattute alla fine dell'Ottocento e oggi al loro posto c'è l'anello della circonvallazione che percorre quello che era il perimetro della città che mantiene la forma di "stella".
Nel corso della seconda guerra mondiale, tra il 1942 e il 1943, Mirandola fu uno dei comuni dell'Emilia-Romagna adibiti a località di internamento libero per ebrei stranieri. Vi soggiornarono a domicilio coatto un totale di 45 profughi, provenienti dalla Libia o dai Balcani. Con l'occupazione tedesca e la Repubblica Sociale Italiana, la trentina di internati ancora presenti a Mirandola al netto di diversi trasferimenti si dettero alla clandestinità e si dispersero per sfuggire agli arresti e alle deportazioni. Tutti riuscirono a sopravvivere, alcuni poterono raggiungere la Svizzera grazie all'aiuto ricevuto dalla popolazione locale.
Nel 2012, Mirandola è stata colpita da una serie di violenti terremoti a catena, che hanno causato quattro vittime nella periferia della città e danneggiato buona parte degli edifici fra cui il duomo, la chiesa di San Francesco d'Assisi, le aziende del distretto biomedicale e vari capannoni industriali, causando un enorme danno all'economia locale.
A poco meno di un anno dal terremoto, il 3 maggio 2013, la frazione di San Martino Spino ha subìto seri danni a causa di un tornado.

### Ducato della Mirandola
A partire dal 1310 fu la capitale della Signoria dei Pico (tra i quali è notissimo Giovanni Pico della Mirandola, umanista e filosofo del Quattrocento), Mirandola passò al dominio estense soltanto nel 1711.
Nel corso della sua storia Mirandola fu oggetto di due celebri assedi, il primo nel 1510, ai tempi di papa Giulio II, il secondo sotto Giulio III, nel 1551, che costituì l'ambientazione di un romanzo del modenese Antonio Saltini.
La decadenza della cittadina è segnata anche dalla sciagura di un fulmine che nel 1714 fece esplodere la polveriera e con essa buona parte del castello che costituiva la reggia dei Pico: l'attuale torrione, che si affaccia su piazza Costituente al centro della città, è in gran parte una ricostruzione novecentesca, che reintegra l'originale portico seicentesco e la facciata della galleria Nuova.

### Nobiltà civica
La città godeva di una propria nobiltà civica, con tanto di libro d'oro della nobiltà, composta da quelle famiglie che per vari motivi avevano contribuito alla storia della città. La consulta araldica del Regno d'Italia riconobbe la nobiltà civica di Mirandola e di contesto entrarono a far parte dell'Elenco Ufficiale della Nobiltà Italiana le famiglie col titolo di Nobile di Mirandola:
- Bacci
- Baldasseroni
- Barbieri
- Besini
- Ciardi
- Ghirelli
- Lolli
- Maffei
- Montanari
- Muratori
- Natali
- Panigadi
- Papazzoni
- Papazzoni dei Figli di Manfredi
- Personali
- Tabacchi
- Viani
- Vignocchi
- Vischi

### Don Zeno
A partire dagli anni trenta e fino al dopoguerra don Zeno Saltini fu molto attivo nella frazione San Giacomo Roncole. Qui fondò l'Opera dei Piccoli Apostoli a favore dei ragazzi abbandonati, che poi si evolse nella comunità di Nomadelfia (inizialmente a Fossoli e quindi a Grosseto) incontrando dapprima un appoggio negli ambienti ecclesiastici, trasformati poi in un'aperta ostilità. Gli avvenimenti sono stati in seguito raccontati da una fiction televisiva Don Zeno - L'uomo di Nomadelfia.
Il caso dei "Demoni della Bassa Modenese"
A Mirandola, tra il 1997 e il 1998, alcuni bambini vengono allontanati dalle proprie famiglie perché questi ultimi avevano accusato i propri famigliari di violenze e di abuso rituale satanico. Il caso, scoppiato inizialmente a Mirandola, e in seguito a Finale Emilia e Massa Finalese, è finito sulle testate giornalistiche dei più importanti quotidiani nazionali.
In totale vennero accusate 20 persone con diversi capi di accusa. L'accusa di abuso rituale satanico fu archiviata in tutti i processi per mancanza di prove. Alcuni degli imputati vennero assolti in via definitiva, mentre altri vennero condannati per il reato di abuso su minori. Le famiglie e gli indagati hanno sempre sostenuto la loro non colpevolezza.
I bambini sottratti alle famiglie non videro mai più i loro genitori.
La storia completa è stata raccontata nel podcast "veleno" del quotidiano La Repubblica, pubblicato nel 2017.

### Simboli

Gonfalone comunale

Lo stemma comunale è costituito da un capriolo d'oro in campo azzurro, in cartella a scudo, sormontata da una corona turrita con cinque torri che simboleggiano il titolo di città riattribuito dal Presidente della Repubblica Oscar Luigi Scalfaro nel 1997, in occasione del quattrocentesimo anniversario della concessione del titolo di città da parte dell'imperatore Rodolfo II d'Asburgo (1596-1597). Completano lo stemma due rami, uno di alloro e uno di quercia, che si intrecciano e legano in basso.
Il gonfalone è interamente giallo, con lo stemma leggermente traslato verso l'alto e contornato in basso da ricami in oro e in alto alla scritta "Città di Mirandola".

## Monumenti e luoghi d'interesse

### Architetture religiose

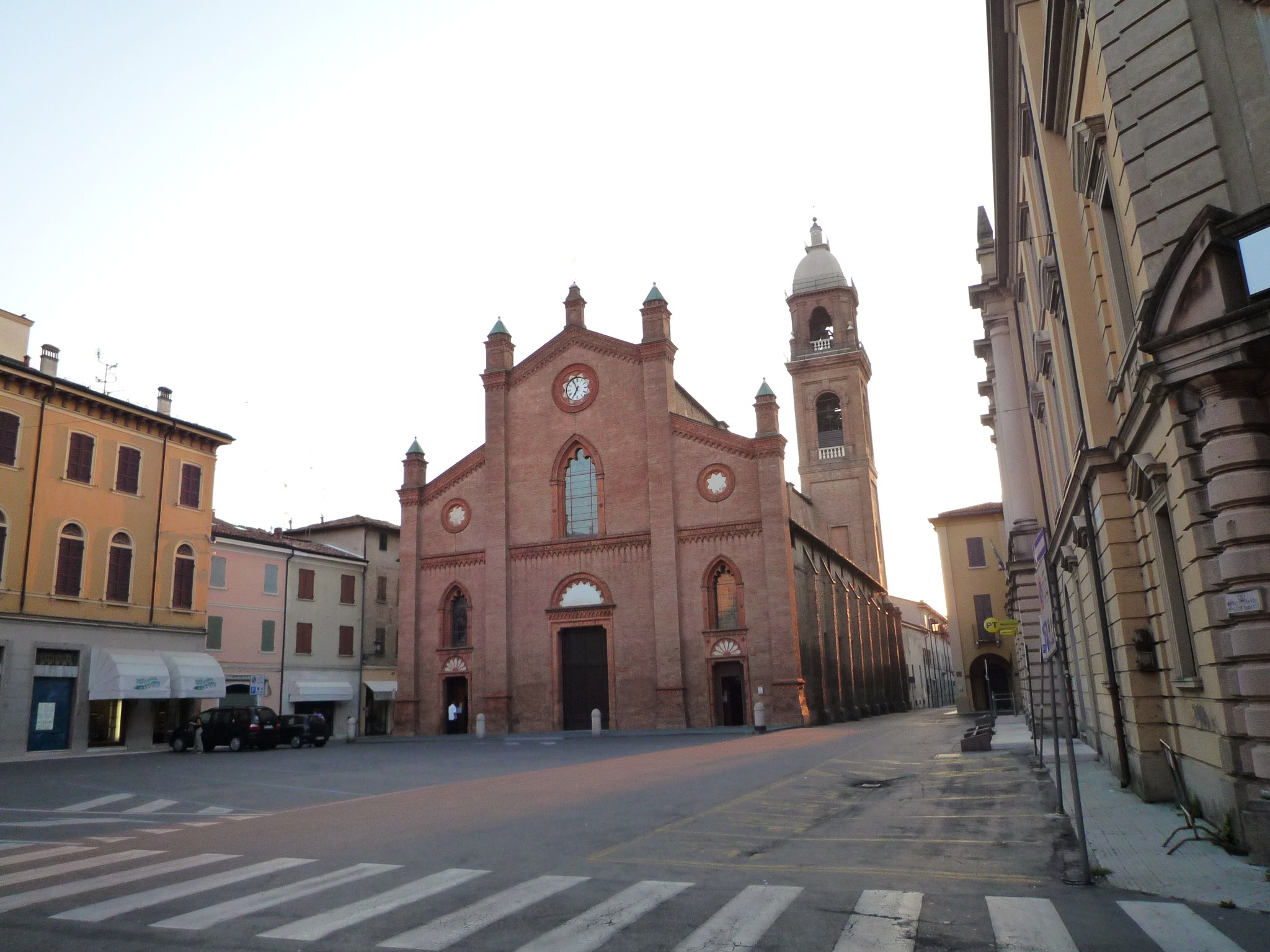
Duomo di Mirandola (prima del terremoto del 2012)

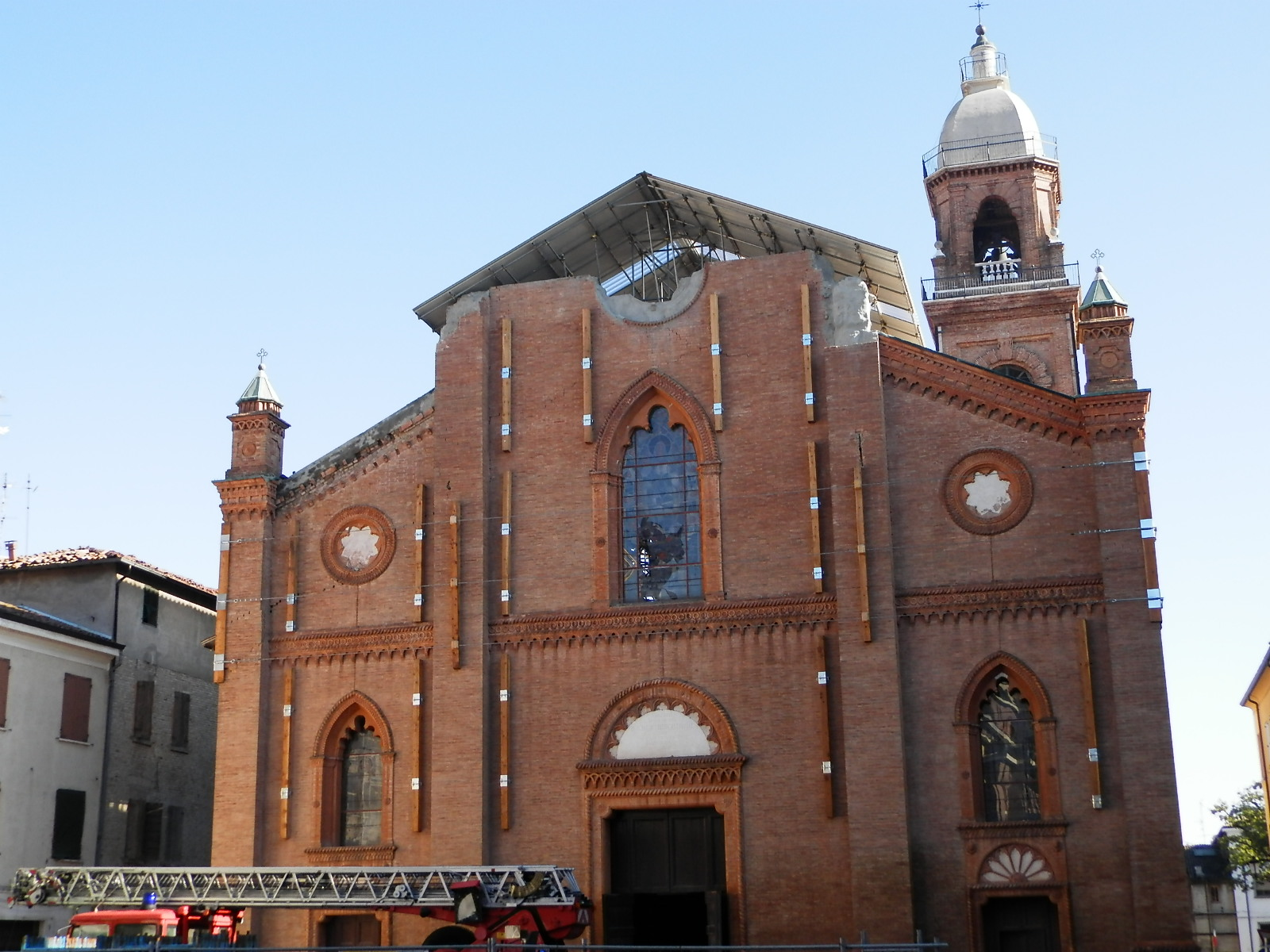
Duomo di Mirandola durante i lavori in corso di costruzione della copertura provvisoria in metallo. Si nota il totale crollo della vecchia copertura e parte della facciata principale, nonché i rinforzi di messa in sicurezza della stessa

- Duomo di Santa Maria Maggiore (o Santa Maria Assunta). Ha un impianto originario tardo-gotico. Fautori della costruzione furono Giovanni e Francesco I Pico. Iniziata verso il 1440, venne continuata da Giovan Francesco I Pico e nel 1470 dai fratelli Galeotto e Anton Maria. Varie modifiche e restauri, ultimati nel 1885, comportarono la ricostruzione dell'attuale facciata in forme quattrocentesche e pseudo-rinascimentali. L'interno era a tre navate con volte a crociera costolonate e conservava pregevoli dipinti, affreschi e monumenti funebri, fra cui due preziose ancone lignee dorate opere della scuola di Paolo Bonelli e due pale d'altare di Sante Peranda. Il campanile è alto 48 metri. La parte inferiore è tardo-quattrocentesca. Nel XVII secolo fu rialzato e nel 1888-1889 fu rifatta la guglia terminale. Il Duomo è stato gravemente danneggiato dal terremoto del 20 maggio 2012, mentre le navate e il tetto sono completamente crollati con la scossa del 29 maggio 2012. Il campanile è anch'esso pericolante: presenta molte crepe a partire dal "primo anello", risultate ancora più evidenti dopo il lieve movimento sismico del 3 giugno 2012 che ha interessato di nuovo la medesima zona.[14] È stato riaperto dopo i lavori, il 21 settembre 2019.

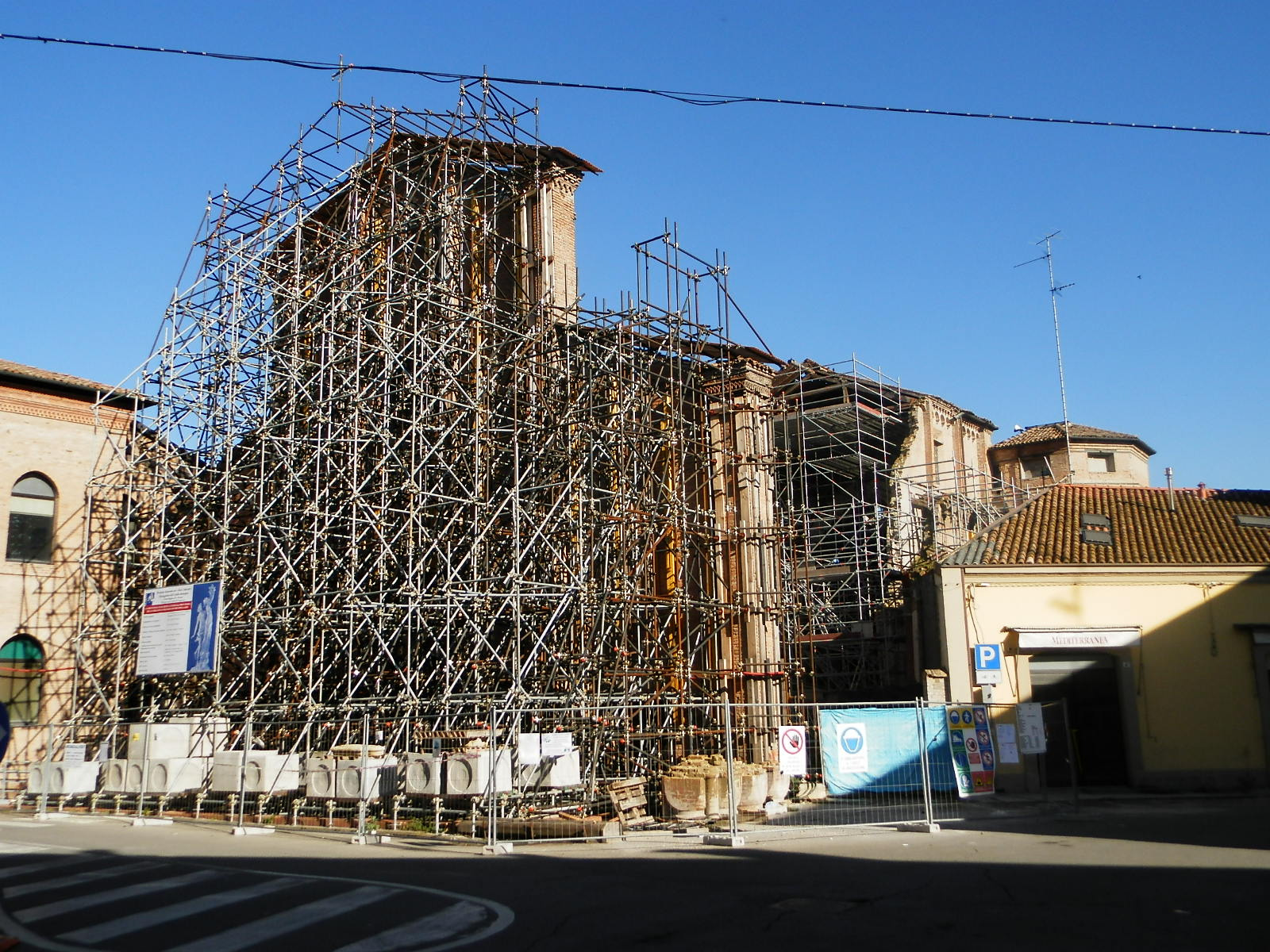
Chiesa di San Francesco durante i lavori in corso di costruzione della copertura provvisoria in metallo. Si nota il totale crollo della chiesa fatta salva la facciata principale fortemente rinforzata per la messa in sicurezza

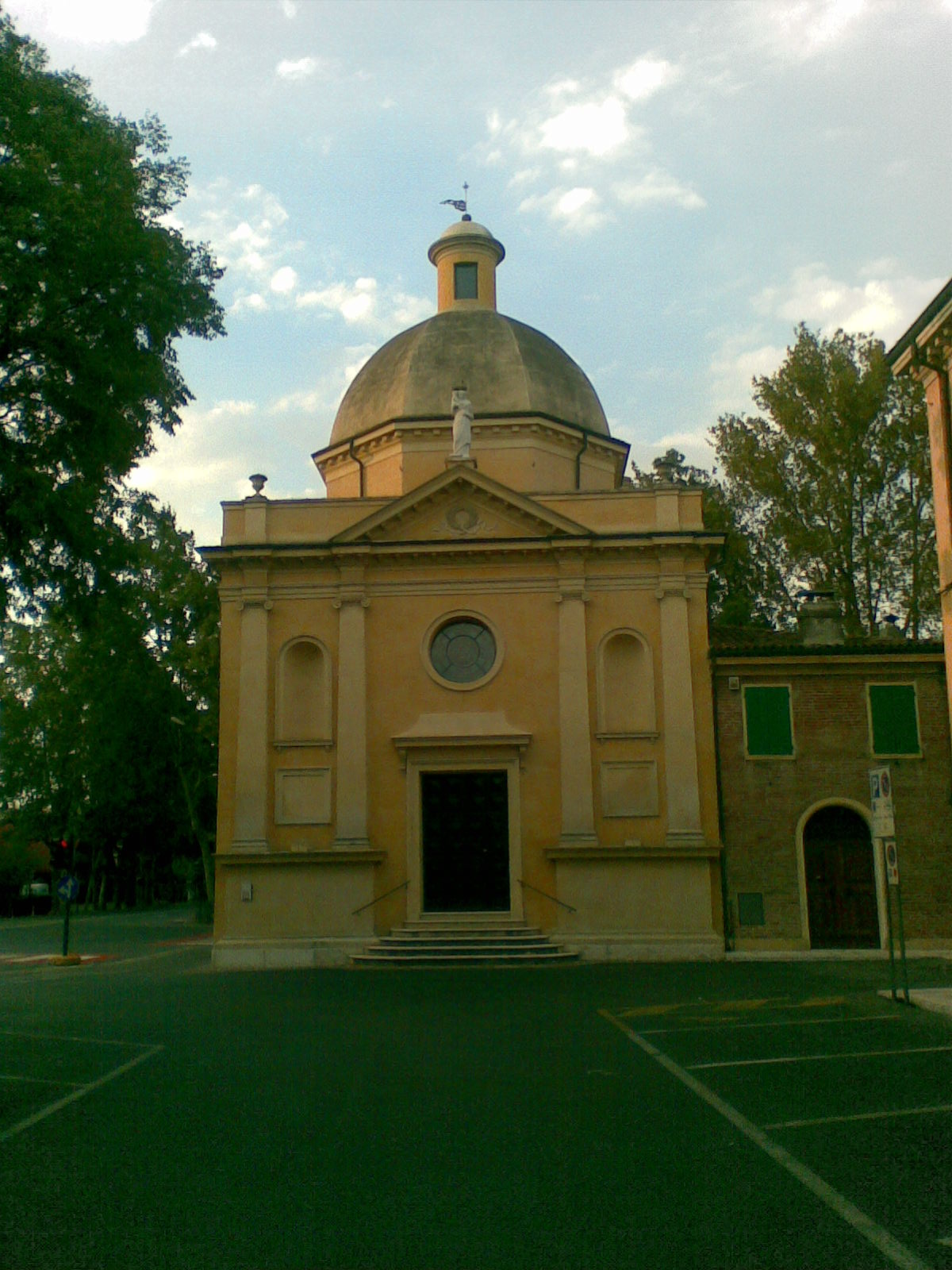
La Madonnina prima del sisma del 2012

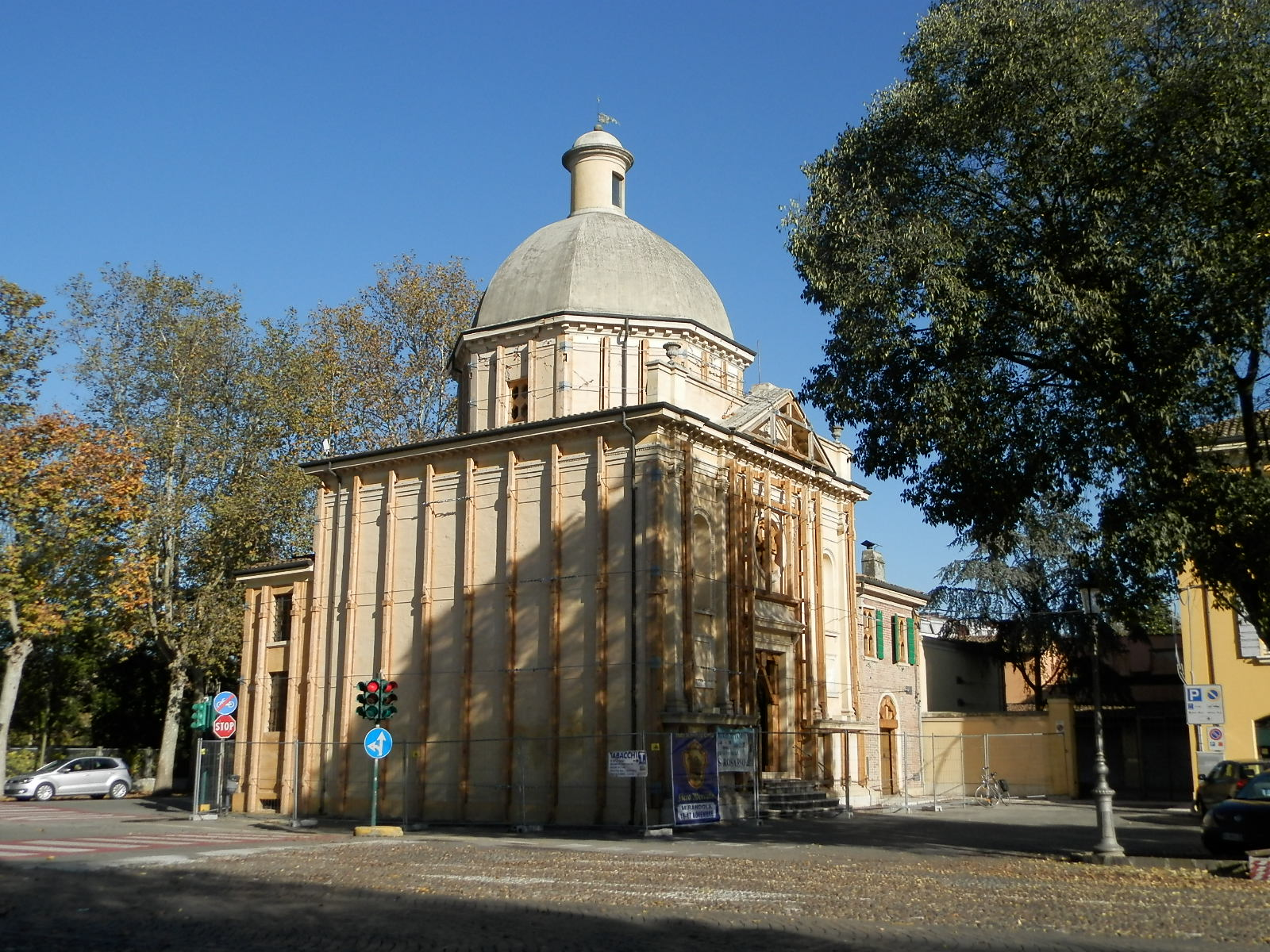
Oratorio della Madonna della Porta, fine 2013, dopo gli interventi di messa in sicurezza a seguito del terremoto del 2012

- Chiesa di San Francesco d'Assisi, con convento e chiostro, è uno dei più antichi della città, già presente all'inizio dell'assetto urbano del XIII secolo. Si tratta di una delle prime chiese francescane dell'Emilia, costruita pochi anni dopo la canonizzazione del santo (1228) e sistemata nelle forme attuali nell'anno 1400. L'importanza dell'edificio è inoltre dovuta al suo ruolo di Pantheon della famiglia Pico: al suo interno si trovano le arche pensili di Galeotto (1499), di Prendiparte (1394) opera di Pier Paolo dalle Masegne, di Spinetta (1399), di Giovan Francesco I e Giulia Boiardo, i genitori di Giovanni Pico (1467). La monumentale chiesa rischiava di essere chiusa, dopo che i Francescani la lasciarono definitivamente nel 1994. Cosicché, grazie al già vescovo di Carpi, mons. Bassano Staffieri, fu affidata in modo continuativo, nel gennaio del 1997, a Don Luciano Ferrari, sacerdote diocesano e cappellano all'Ospedale "Santa Maria Bianca". Questi la resse, in qualità di rettore, fintantoché, vista l'età avanzata, il nuovo vescovo Mons. Elio Tinti, appena insediatosi, decise di assegnarla, dal 19 ottobre 2001, alla Congregazione dei "Missionari Servi dei Poveri" (Boccone del Povero). Il terremoto del 20 maggio 2012 ha reso inagibile, a causa delle vistose lesioni riportate, tutto l'edificio sacro, la sagrestia, l'annesso convento vecchio e il campanile. La torre campanaria, dopo il nuovo e violento sisma del 29 maggio 2012, è crollata sulla Chiesa e sui locali circostanti, distruggendoli quasi totalmente (è rimasta in piedi solo la facciata).
- Chiesa del Gesù, voluta da Alessandro I Pico in occasione dell'investitura a Duca della Mirandola, e rimasta incompiuta nella facciata, conserva al suo interno notevoli opere della locale scuola d'intaglio: sono di Paolo Bonelli le ancone dei due altari lignei ai lati del transetto e le cornici; il pulpito è del Gibertoni. Pregevoli anche il ciborio dell'altare maggiore in marmi policromi, la pala della "Circoncisione" di Innocenzo Monti e gli stucchi del cornicione di Pompeo Solari.
- Oratorio della Beata Vergine della Porta (comunemente chiamato la chiesa o chiesetta della Madonnina o semplicemente la Madonnina) L'edificio fu eretto nel 1602-1604 per onorare l'immagine miracolosa della Vergine dipinta sul muro presso la porta della città, la facciata neoclassica risale al 1868. Fu voluto dal principe Federico II Pico e intitolato alla Vergine per celebrare la cessazione della "burraschetta", una breve e violenta malattia epidemica che aveva colpito la città. Nel 1868 venne collocata, sul timpano della facciata, la statua marmorea della Beata Vergine detta "della piazza" o "Madonnina" posta in precedenza sul porticato del Palazzo Comunale. La chiesetta è stata fortemente lesionata dal sisma del 2012 e successivamente messa in sicurezza per tamponare le lesioni strutturali. La statua marmorea della Beata Vergine è stata rimossa dai Vigili del fuoco.
- Ex oratorio del Santissimo Sacramento, edificio sconsacrato risalente agli inizi del XVII secolo e realizzato in stile barocco durante il principato di Alessandro I Pico. Prima del terremoto del 2012 veniva utilizzato come sala culturale polivalente per mostre d'arte e di beneficenza. L'interno è decorato in stile tardo barocco, con diversi altari in scagliola.
- Chiesa dei Santi Filippo e Giacomo, parrocchiale nella frazione di San Giacomo Roncole.
- Chiesa di San Leonardo Limosino nella frazione di Mortizzuolo.
- Chiesa di San Michele Arcangelo nella frazione di Cividale.
- Chiesa della Visitazione della Beata Vergine Maria nella frazione di Tramuschio

### Architetture civili

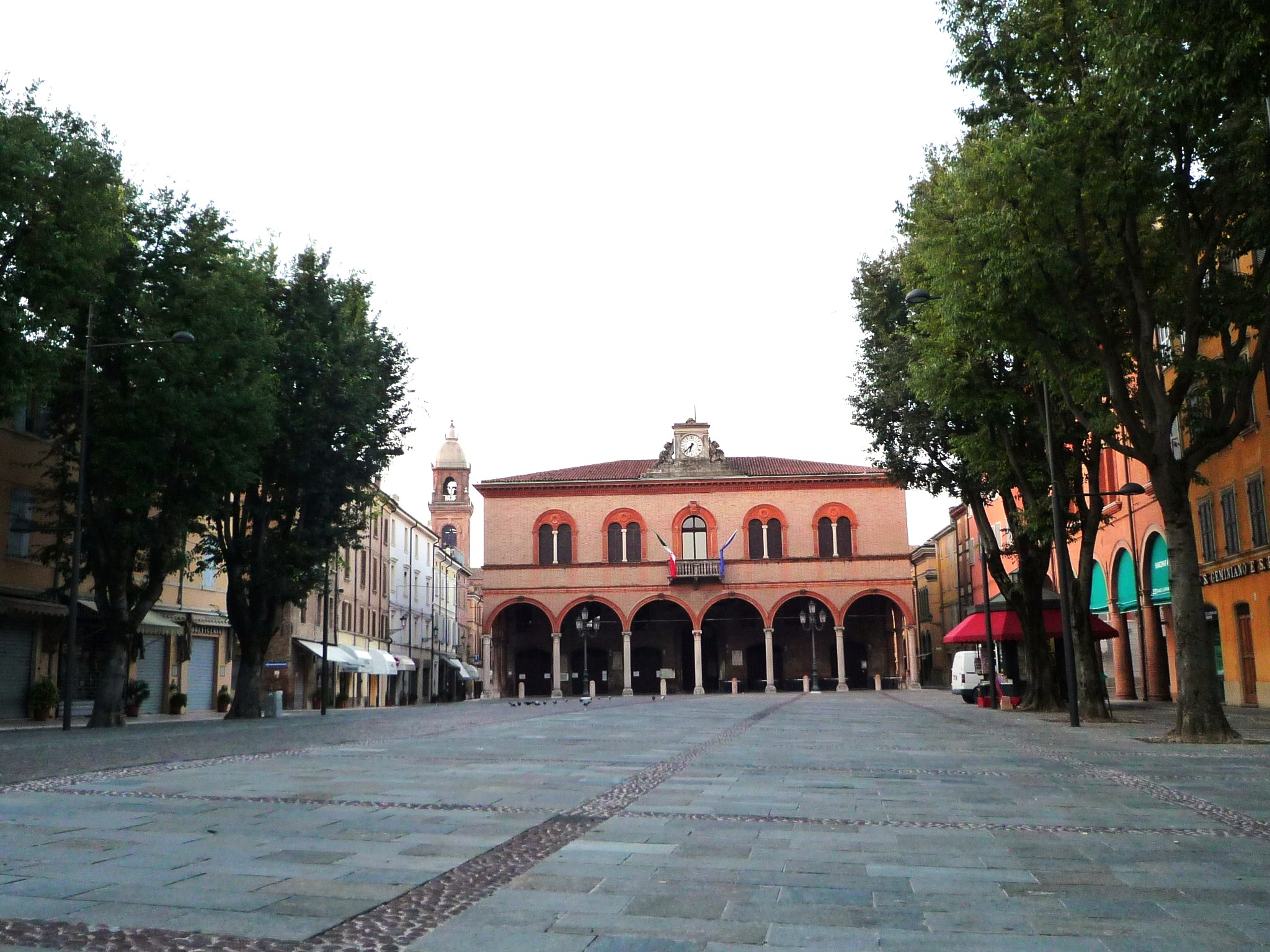
Piazza della Costituente, con lo sfondo del Palazzo comunale

- Palazzo comunale, edificio del 1468, al quale venne aggiunta la parte retrostante nel 1748. L'elegante loggiato della facciata, radicalmente ristrutturato tra la metà del XIX e l'inizio del XX secolo, poggia su colonne in marmo rosa. Alcune di esse riportano incise le unità di misura anticamente in uso nel Ducato di Mirandola. All'interno da segnalare la Sala Granda che si estende per tutta l'area del loggiato e che presenta un interessante soffitto in legno a cassettoni. All'interno del Palazzo sono collocati alcuni dipinti fra cui i ritratti dei Pico e altri quadri pregevoli, tra i quali un'Adorazione dei Magi già attribuita a Palma il Giovane. Il palazzo è stato gravemente danneggiato dal sisma del 2012: il loggiato nord si è distaccato dal corpo di fabbrica principale, sono avvenuti numerosi crolli interni dei solai, con danni alle strutture portanti e al portico nord, oltre a spanciamenti laterali delle murature.

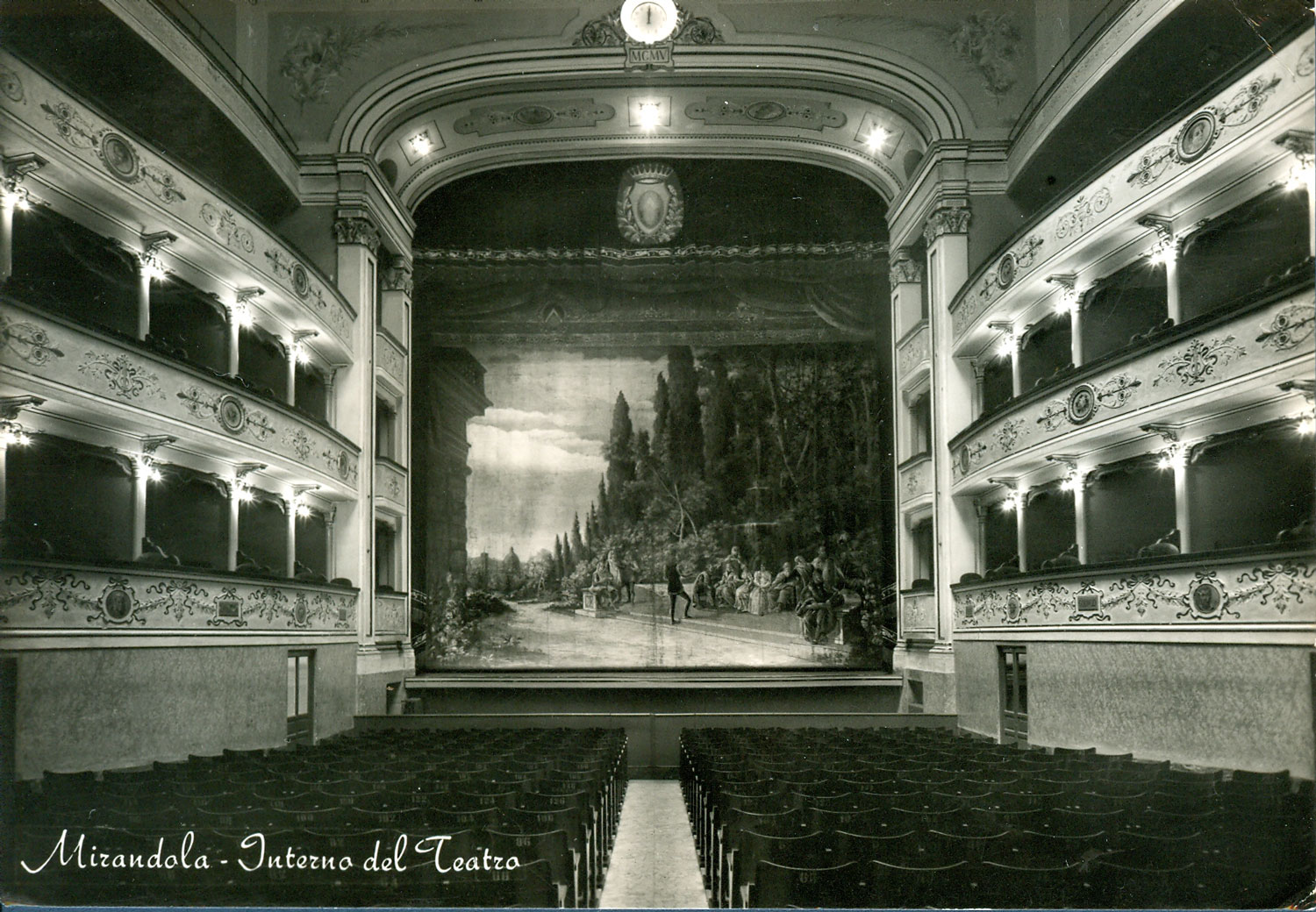
L'interno del Teatro Nuovo negli anni 1950

- Teatro Nuovo, inaugurato il 16 settembre 1905 prendendo il posto dell'antico teatro Greco-Corbelli (realizzato nel 1791 all'interno del castello dei Pico)[15]. Il teatro dispone di una sala a ferro di cavallo con tre ordini di palchi e loggione a galleria. Oltre alle opere musicali e teatrali, il teatro venne utilizzato in passato anche per feste danzanti, proiezioni cinematografiche, conferenze, concorsi musicali (Castello d'oro) e spettacoli vari, tra cui si ricordano quelli di Fatima Miris e una famosa puntata di Campanile sera (dicembre 1959). Il foyer del ha ospitato spesso mostre d'arte contemporanea e locale, specie in occasione della fiera campionaria.

Proprio di fronte al teatro era collocato il capolinea della tranvia di Mirandola a cavalli (attiva dal 1904 al 1927) che collegava il centro cittadino con la stazione ferroviaria situata a Cividale.

### Architetture militari

#### Castello dei Pico

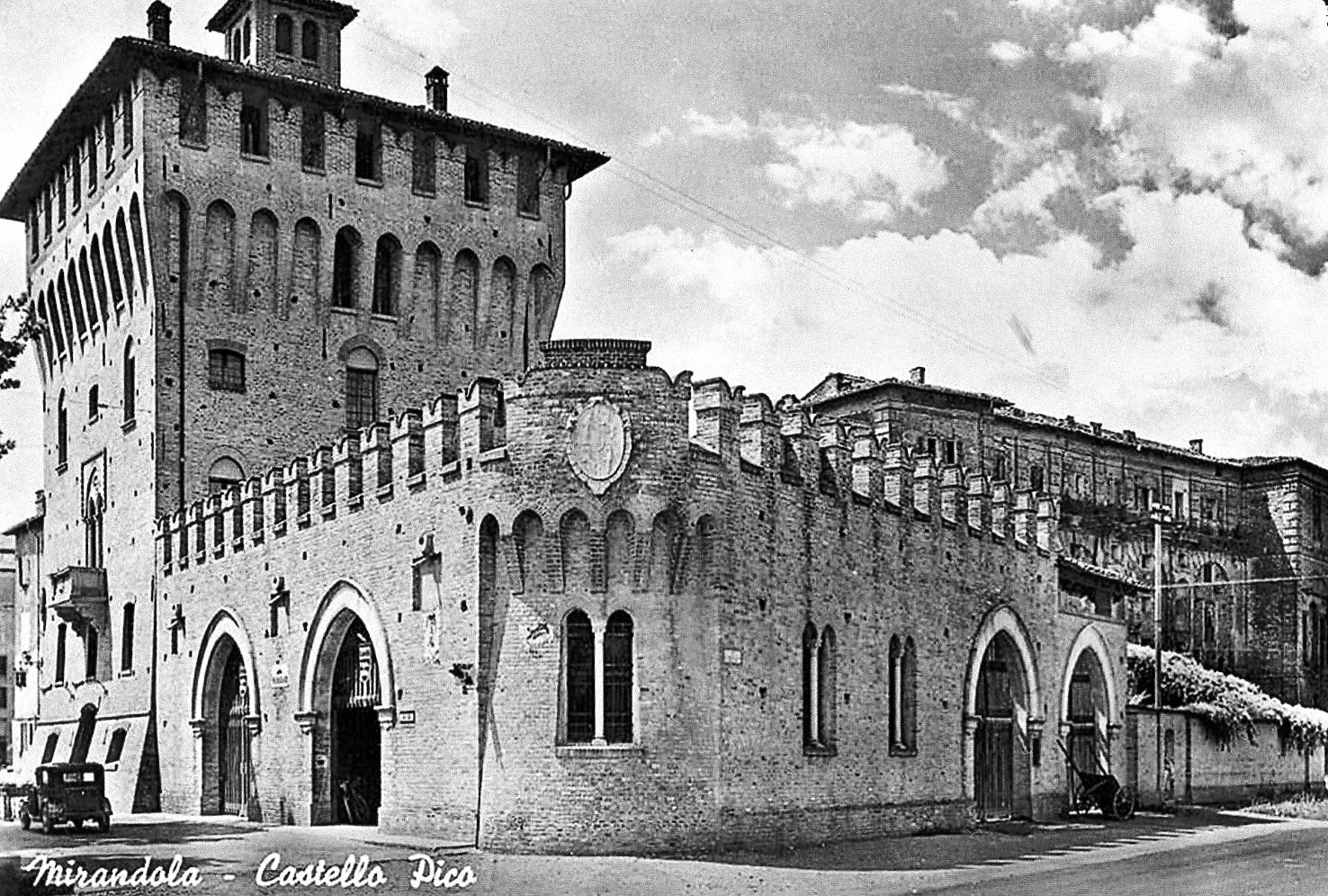
Il Castello dei Pico in una cartolina storica

Il castello dei Pico è situato nella parte nord-occidentale del centro storico di Mirandola. Fu una roccaforte famosa in Europa come leggendariamente inespugnabile, appartenne al casato dei Pico, che regnò su Mirandola per oltre quattro secoli (1311-1711) e che la arricchì in epoca rinascimentale con importanti opere d'arte. Il castello dei Pico, insieme al palazzo comunale, costituisce un'icona e un simbolo della città di Mirandola. Il castello era caratterizzato da un'enorme torre, che scoppiò a causa di un fulmine nel 1714.
Il terremoto del 2012 ha reso inagibile il castello, causando un danno di più di 10 milioni di euro (solo per la parte di proprietà pubblica).

### Altre architetture

#### Galleria del Popolo
La galleria del Popolo è una galleria commerciale situata nel centro storico, inaugurata nel 1930 dopo la modifica dell'edificio cinquecentesco che ospitò il Monte di Pietà, istituito nel 1495 dall'Ordine dei frati minori francescani.

#### Barchessone Vecchio

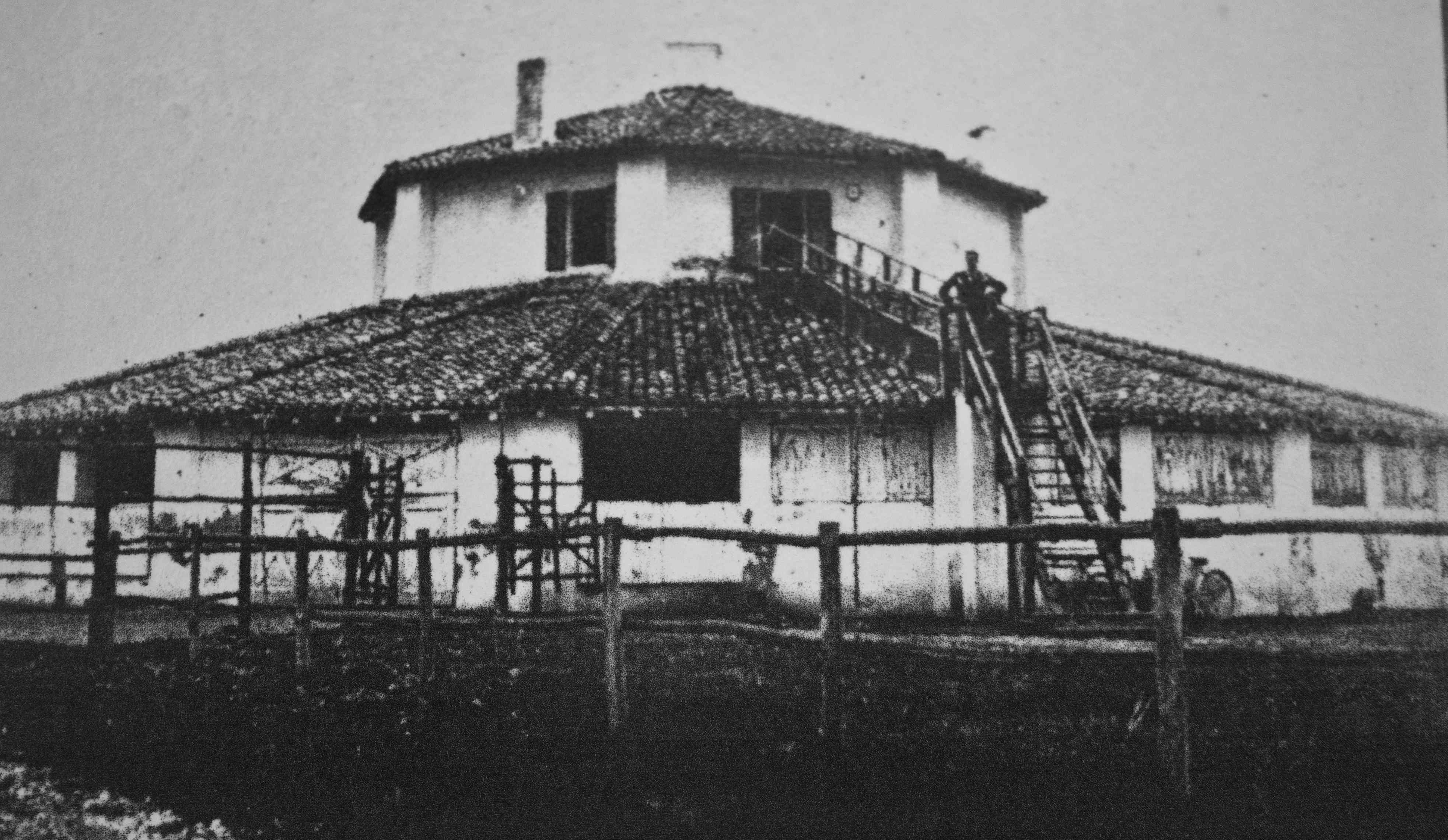
Barchessone Vecchio

Il Barchessone Vecchio è un edificio rurale utilizzato nel XIX-XX secolo per l'allevamento dei cavalli, situato nella frazione di San Martino Spino. La struttura è caratterizzata da un'insolita pianta poligonale con 16 lati (esadecagono) e un'abitazione per lo stalliere al piano superiore.

#### Palazzo Portovecchio
Luogo militare dei Pico, poi divenne del Duca di Modena per allevamento dei cavalli, con distaccamento di soldati per esercitazioni.
Negli anni 1930 vi fu l'inserimento del Genio Pontieri e di reparti dell'Accademia Militare di Modena, infine dell'Aeronautica Militare come distaccamento della Caserma Setti di Modena del 14° Deposito parti aeree di aeroplani e mezzi della aeronautica, e anche come centro meteorologico della bassa Padana, definito come Centro aeronautico Meteorologico Militare della bassa padana.

### Aree naturali

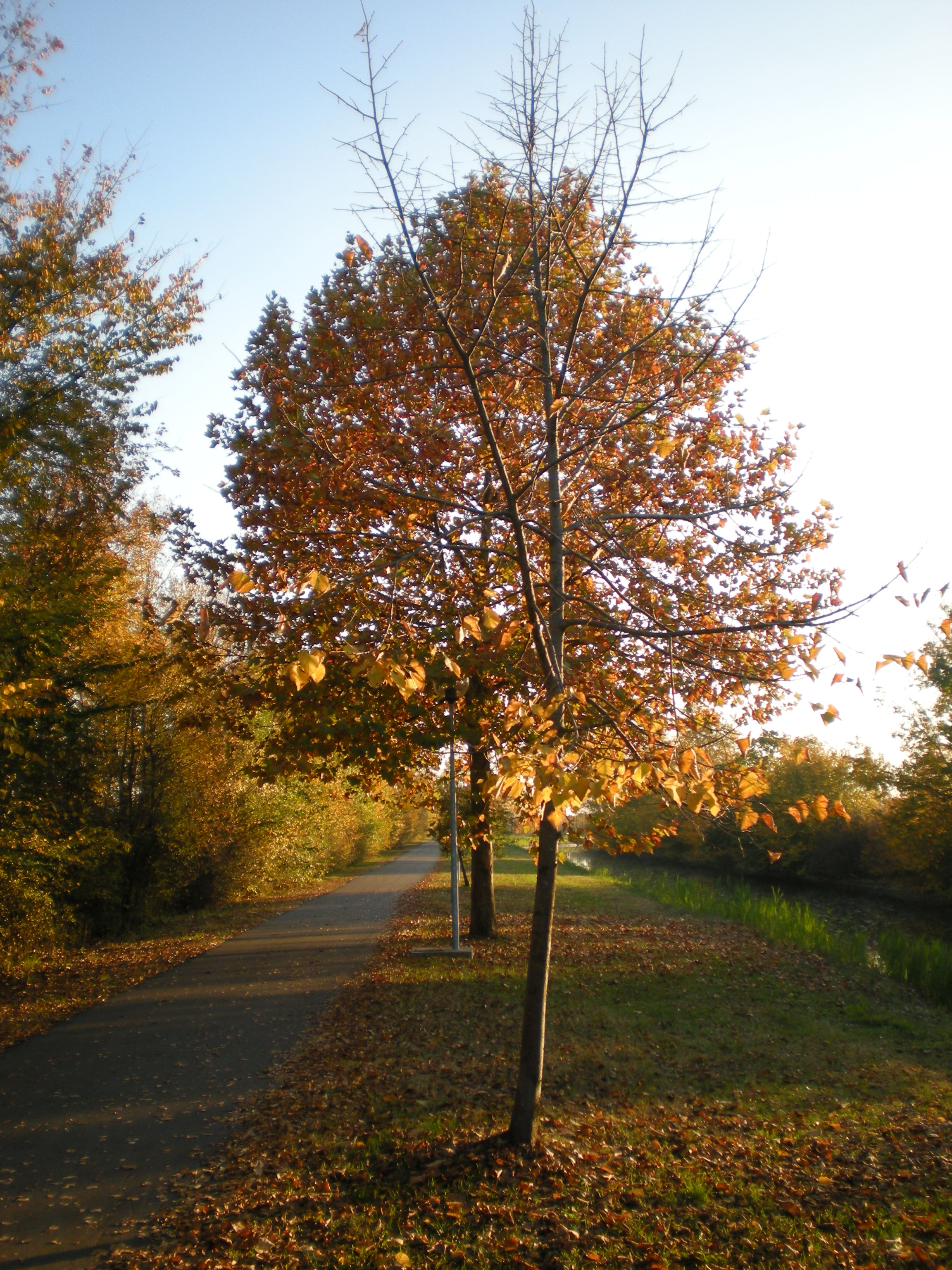
Pista ciclabile intitolata a Chico Mendes

Il territorio di Mirandola presenta ampie porzioni un tempo occupate da paludi e acquitrini. A seguito di successive bonifiche, avviate in epoca romana e concluse a ridosso delle guerre mondiali, questi terreni sono stati prosciugati e destinati ad un utilizzo agricolo. Recentemente le politiche agricole e ambientali hanno fornito strumenti per rinaturalizzare terreni vallivi e creare nuove zone umide. Sono stati inoltre recuperati edifici storici, quali i caratteristici "Barchessoni".
Le Valli mirandolesi sono una zona di protezione speciale (ZPS) e rappresentano oggi una realtà di notevole interesse naturalistico, caratterizzate da habitat peculiari a paludi, canneti e prati umidi, che offrono rifugio a numerose specie di interesse comunitario (Direttiva 43/1992).
Alle Valli si accede dalle frazioni di San Martino Spino, Gavello, Mortizzuolo e Quarantoli e sono accessibili grazie ad un'organizzata rete di percorsi naturalisti ciclabili e pedonali, che valorizzano le peculiarità del territorio.
Grazie ad associazioni come "La Raganella" questi paesaggi sono "raccontati" e fatti visitare ai ragazzi delle scuole della zona.

## Società

### Evoluzione demografica
Abitanti censiti

### Etnie e minoranze straniere
Nel comune di Mirandola sono stati presenti almeno fin dal XVIII secolo due insediamenti storici di etnia Sinti, situati a Santa Giustina Vigona (quest'ultimo sgomberato nell'aprile 2023) e San Martino Spino.
Al 31 dicembre 2023 gli stranieri residenti nel comune erano 631, pari al 15,12% della popolazione.:

### Lingue e dialetti
Oltre alla lingua italiana, a Mirandola è utilizzato il locale dialetto mirandolese, una variante dell'emiliano.
Dal 1879 viene pubblicato ogni anno il lunario de "Al Barnardon" con l'indicazione delle feste, sagre e fiere del mirandolese e dintorni. Scritto interamente in dialetto mirandolese, da oltre centotrenta anni costituisce un autentico documento di costume di un'epoca e di una "cultura popolare", assiduo testimone delle vicende, ora tristi ora liete, della terra mirandolese. Infatti, al centro del lunario vi è il Dascors general (Discorso generale), in cui viene riassunto e commentato in maniera ironica e goliardica l'anno precedente e si fanno le famose previsioni meteorologiche per l'anno a venire (freddo in inverno e caldo in estate), sempre azzeccate in oltre 130 anni di storia del lunario.

### Tradizioni e folclore

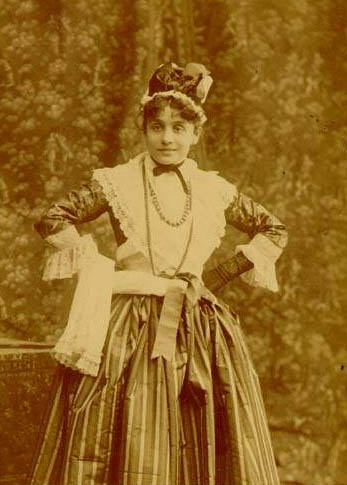
Mirandolina interpretata da Eleonora Duse nel 1891

La tradizionale maschera della città è Mirandolina, protagonista della celebre opera teatrale La locandiera di Carlo Goldoni, che durante il carnevale incontra altre maschere modenesi come la famiglia Pavironica (Sandrone, Pulonia e Sgorghiègolo) di Modena, Tognone di San Felice sul Panaro e Tamburlano con la famiglia Fiascona di Fanano.
La Società di Franciacorta è un'associazione centenaria con sede nell'omonimo quartiere orientale del centro storico attraversato da via Francesco Montanari, chiamato così perché in passato l'esercito napoleonico vi si era accampato. Ogni anno organizza diverse manifestazioni e sfilate storico-folkloristiche legate al cosiddetto "Libero Principato di Franciacorta" e al suo nobile corteo formato da principi, alti dignitari, ciambellani, ministri, generali e ammiragli (tutti decoratissimi con medaglie di latta). Tradizionalmente, durante il terzo fine settimana di novembre il quartiere di Franciacorta dichiara la propria indipendenza e si dà alle feste. Viene inviata una delegazione presso il palazzo comunale per allacciare i rapporti diplomatici con l'amministrazione comunale, si celebra il matrimonio del Principe (ogni anno con una bella ragazza del quartiere, in passato con famose donne dello spettacolo). Al termine dei tre giorni di festeggiamento, il Principato è però costretto a dichiarare la bancarotta e a rinunciare all'indipendenza, non senza ripromettersi di ripeterla l'anno successivo.
Nel primo giorno dell'anno i bambini maschi vanno per le case, prima di mezzogiorno, a recitare in dialetto mirandolese la filastrocca de al Bón Cavdànn, augurando buon capodanno e cento anni e un giorno di buona salute, in cambio di una piccola mancia. Se la persona a cui si fanno gli auguri non è così convinta di concedere la mancia, il bambino prosegue la nenia dicendo di accontentarsi di ricevere oro o argento e, nel caso di nessuna mancia, conclude gli auguri nella speranza di trovare l'indomani il suo interlocutore lòng dastés ("lungo disteso", ovvero morto).
Oro o argento, quel che mi date sarò contento,
ma se non mi date niente fa lo stesso:
domattina vi troverete lungo disteso (morto)!»
Fra le tradizioni del passato vi era quella di ònzar al spròcch (letteralmente: ungere il bastocino appuntito) durante il giovedì grasso, quando i bambini giravano per le case chiedendo pezzettini di grasso o lardo da infilare su uno spiedino, e altre tradizioni legate alla cultura rurale, durante la notte di San Giovanni (la cui guazza o rugiada è miracolosa) o quella di Sant'Antonio abate (quando gli animali della stalla parlano la lingua delle persone). Il 1º novembre, in occasione del giorno dei morti, si usava preparare un letto nel caso in cui l'anima di un parente defunto avesse voluto tornare e dormire nella sua casa; in seguito, ci si reca nei cimiteri a raccontare alle lapidi dei propri cari quello che è avvenuto durante l'anno.
Nella giornata di sabato si svolge il tradizionale mercato settimanale (noto fin dal 1599), mentre al martedì vi è il mercato del formaggio (risalente al 1476) nei pressi del portico degli ortolani e al venerdì quello del pesce a fianco del Duomo. A metà maggio, in occasione della celebrazione del patrono San Possidonio, si svolge la cinquecentenaria fiera.

### Istituzioni, enti e associazioni
Ha sede a Mirandola l'Ospedale Santa Maria Bianca.

## Cultura

### Istruzione

#### Archivi e biblioteche
- Biblioteca comunale "Eugenio Garin"
- Archivio storico comunale

#### Ricerca
Grazie ai fondi per la ricostruzione del terremoto, il 10 gennaio 2015 è stato inaugurato all'interno del nuovo polo scolastico di Mirandola il Technology Park for Medicine (TPM), un parco scientifico-tecnologico per la ricerca su tossicologia, proteomica, microscopia applicata, biologia cellulare e materiali, sensori e sistemi.
Per l'importante polo medicale presente sul territorio è stato istituito il Museo del Biomedicale all'interno del Castello Pico.

#### Scuole
- scuole primarie: 5

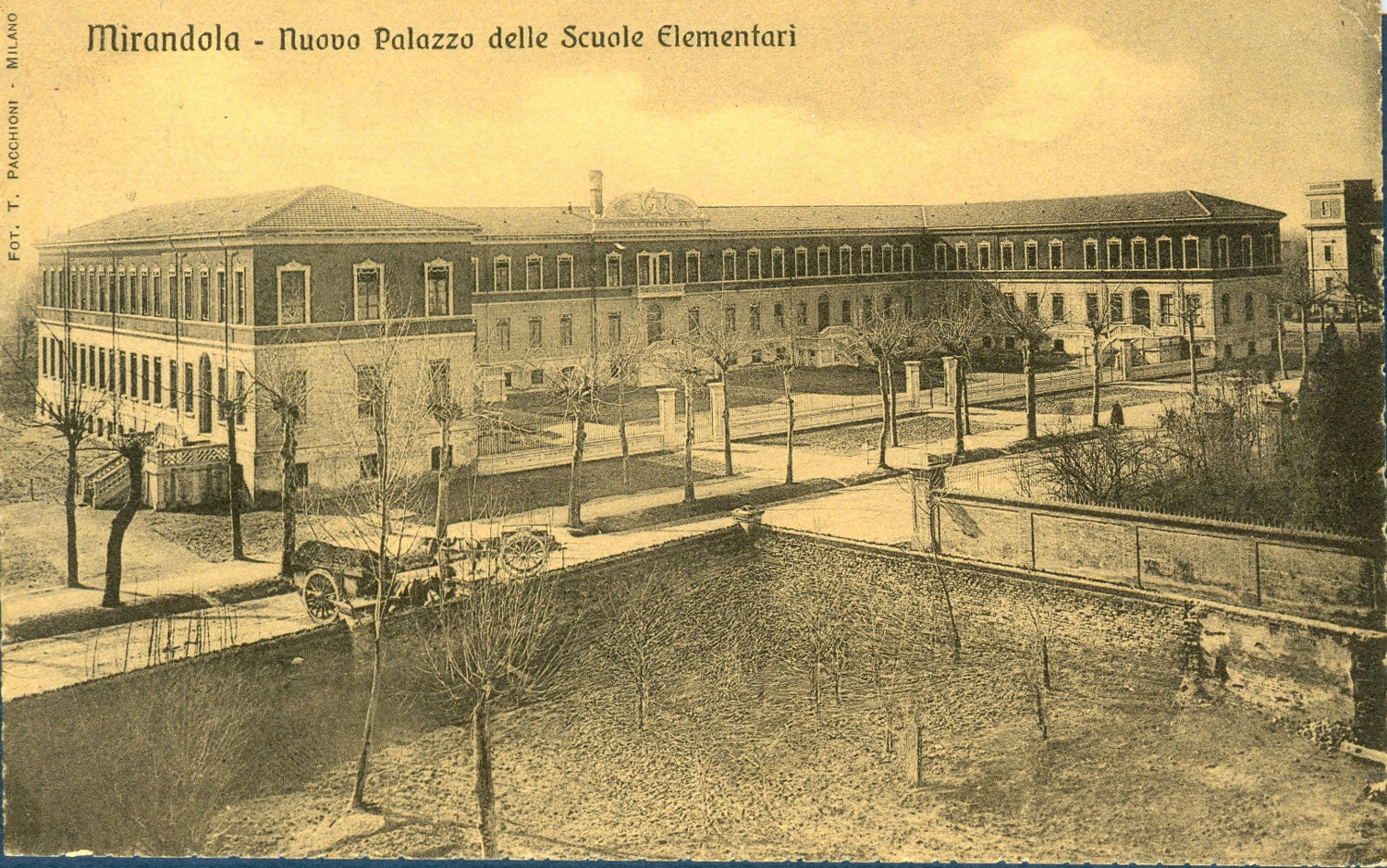
Palazzo delle scuole elementari (1910)

- scuole medie: 1 (+1 sede staccata a San Martino Spino)
- scuole superiori: Istituto tecnico economico Giuseppe Luosi, Istituto per servizi commerciali Carlo Cattaneo, Liceo Classico e Classico Linguistico Giovanni Pico, Istituto Galileo galilei (Liceo scientifico, Istituto tecnico industriale e Istituti Professionali)
- Istituto tecnico superiore Biomedicale

#### Musei
- Museo civico (Mirandola)
- Museo del biomedicale

### Media

#### Stampa
L'amministrazione comunale pubblica mensilmente il periodico d'informazione L'Indicatore mirandolese, fondato nel 1876.

#### Radio
A Mirandola ha sede l'emittente radiofonica Radio Pico, che trasmette nel territorio delle regioni Emilia-Romagna, Lombardia, Veneto e Trentino. L'emittente locale trasmette informazioni ogni 30 minuti diffuse da Inforadio sulla viabilità dell'Autostrada del Brennero nella tratta tra Rovereto e Modena.

### Musica

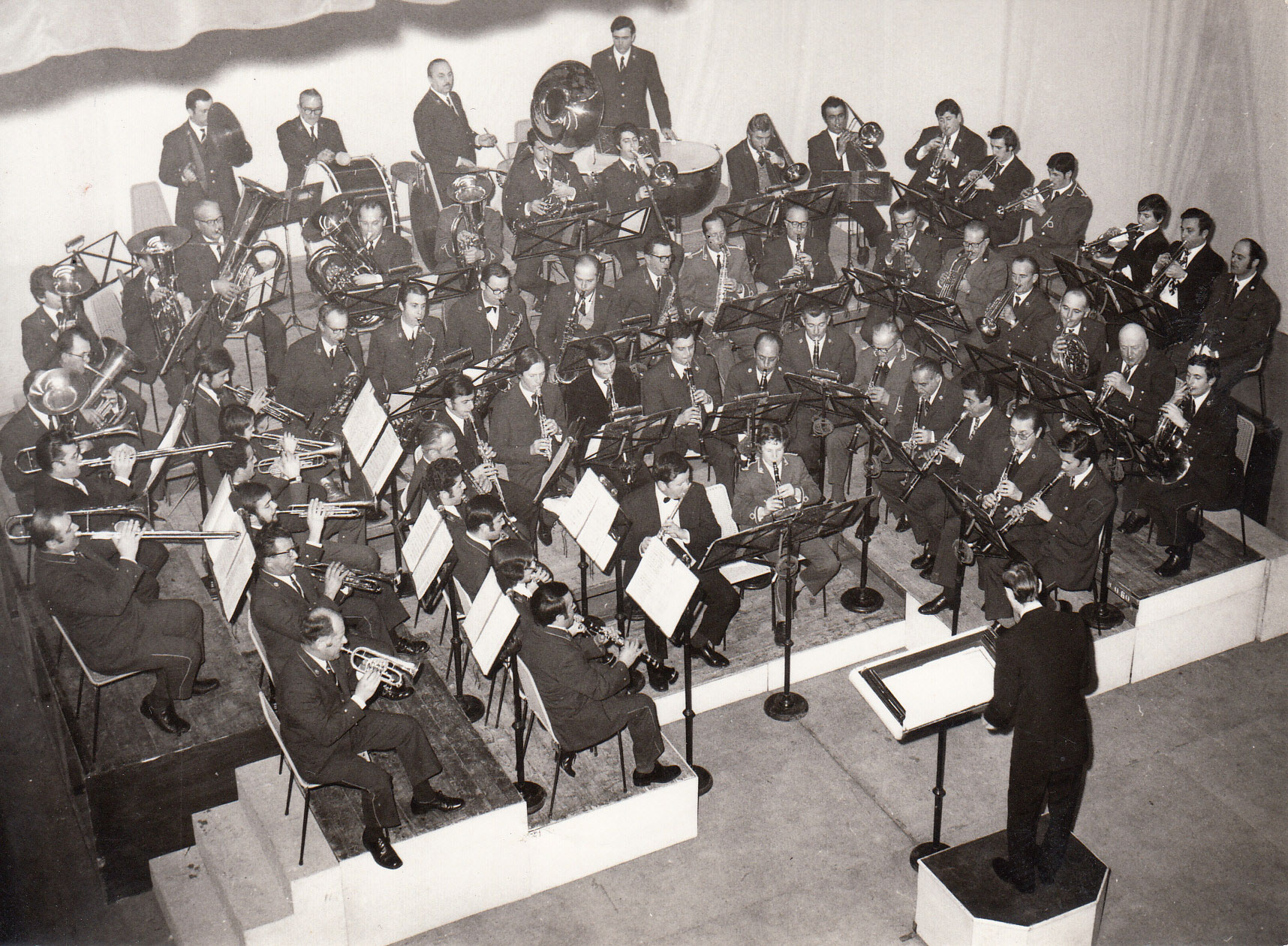
La Filarmonica durante il concerto di Natale nel 1971

La tradizione musicale mirandolese risale almeno al Rinascimento, quando nella corte della famiglia Pico gruppi di strumenti a fiato e/o percussione accompagnavano feste, giostre, celebrazioni civili o religiose, oltre a salutare l'arrivo di passaggi di re o principi o accogliere trionfalmente i vincitori degli innumerevoli assedi alle mura della Mirandola. Il filosofo Giovanni Pico della Mirandola fu compositore e amante della buona musica.
Tra il XVI e il XVII secolo vennero impiegati complessi musicali per le celebrazioni pubbliche in città. Nel XVIII secolo il Battaglione Estense aveva a Mirandola una piccola fanfara militare di flauti e tamburi. Nel 1757 si ha notizia di una giovane Accademia dei Filarmonici, dediti ad attività prevalentemente musicali.
Nel 1796, durante la dominazione napoleonica della Repubblica Cisalpina, venne istituita una "Accademia d'istromenti da fiato", poi divenuta "Banda Militare" della Mirandola. Nel 1798 venne redatto un capitolato per fissare le regole e le condizioni per lo svolgimento di un servizio pubblico tramite una banda musicale e l'istituzione di una scuola civica per l'educazione musicale dei giovani.

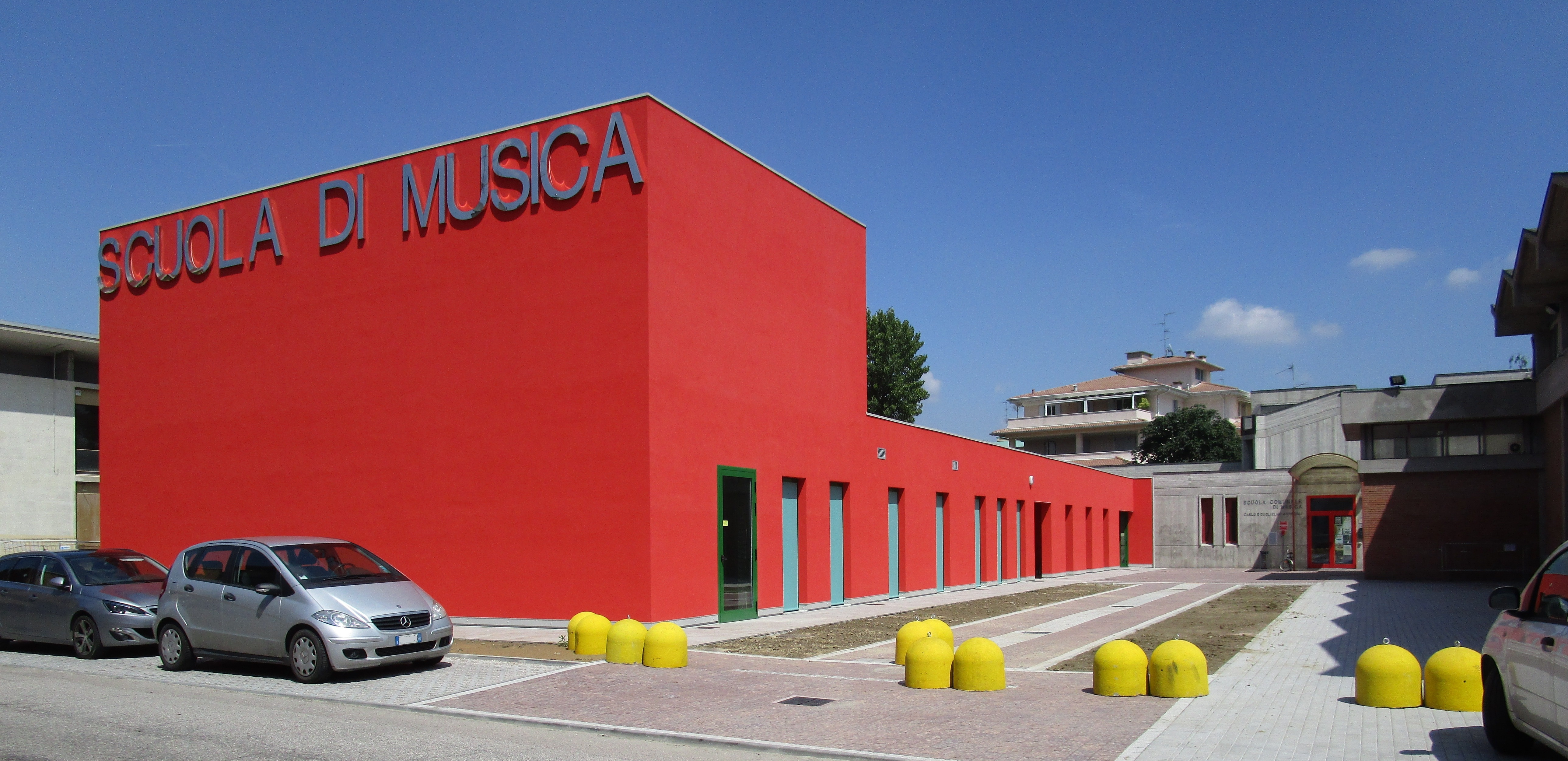
La nuova ala sud della Scuola di musica "Carlo e Guglielmo Andreoli", inaugurata nel 2018

Passando da una connotazione militare ad una precisa funzione civica, nel 1837 l'ensemble venne rinominata "Banda Filarmonica della Mirandola". Fra gli scopi dell'istituzione vi era quello di rappresentare la comunità mirandolese nel corso di celebrazioni ufficiali o feste popolari in città e anche in altre località vicine, nella capitale ducale Modena, e finanche "all'estero" ovvero nel mantovano (all'epoca facente parte del Regno Lombardo-Veneto). Inoltre, la scuola di musica consentiva anche ai più poveri di avviarsi allo studio della musica per suonare nella banda medesima (ottenendo qualche compenso economico) o intraprendere una carriera professionale per i migliori. Nel 1837 venne stipulato un nuovo capitolato, in cui il Comune della Mirandola si impegnò ad assumere alle sue dipendenze un maestro di musica qualificato.
Dopo l'Unità d'Italia, il complesso divenne "Banda Nazionale Municipale" alle dirette dipendenze della Guardia nazionale italiana e del sindaco. Dopo la terza guerra d'indipendenza del 1866 che portò all'annessione del mantovano e del Veneto al Regno d'Italia, nel 1871 l'ensemble ridivenne "Banda comunale".
Il Sindaco decise di sciogliere la banda musicale nel 1908 e nell'estate del 1914 si dovette ricorrere alla banda di Modena. Nel 1929 fu fondata la "Banda della Legione Fascista", ritornando ad essere una banda militare come nell'Ottocento.
Nel 1938 venne istituita una "Banda del Dopolavoro" di natura civile, che durante la seconda guerra mondiale cessò ogni attività musicale fino alla Liberazione.
Nel 1975 la filarmonica venne intitolata alla memoria del mirandolese Guglielmo Andreoli e partecipò a diversi concorsi bandistici
Nel marzo 2003 venne fondata l'Associazione Filarmonica Cittadina di Mirandola "G. Andreoli". Nel maggio 2012 la scuola di musica venne danneggiata dal terremoto dell'Emilia e con la ristrutturazione del 2018 venne inaugurata una nuova ala, dotata di una biblioteca musicale.

### Cucina

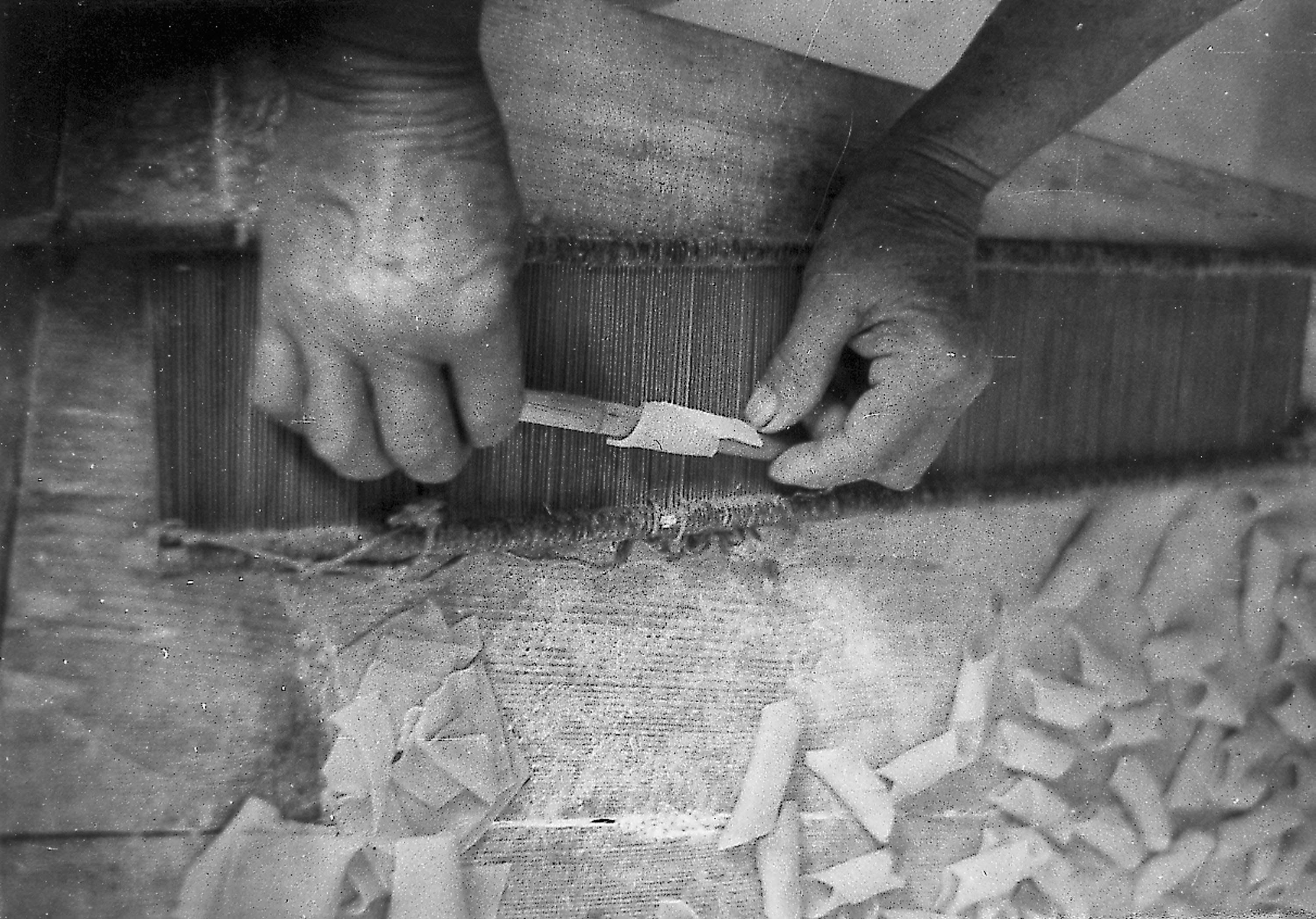
Preparazione tradizionale dei maccheroni al pettine

La cucina mirandolese appartiene alla tradizione culinaria modenese, con influenze di quelle ferrarese e mantovana.
Alcune leggende tramandano l'invenzione dello zampone durante l'Assedio della Mirandola di papa Giulio II (inverno del 1510-1511) e quello dei maccheroni al pettine durante l'assedio dei piemontesi Carlo Emanuele III di Savoia nel 1742.
Fra i piatti tipici di Mirandola si possono ricordare:
- Primi: maccheroni al pettine al ragù, tortellini e passatelli[34] in brodo di cappone, tortelli di zucca al ragù, tortelli verdi di ricotta e spinaci al burro e salvia, polenta "imbrucada" con i fagioli (paparuccia), fuiada (tagliatelle)

## Geografia antropica
Ai sensi dello statuto comunale, il territorio del comune di Mirandola comprende, oltre al capoluogo, le frazioni di Gavello, Mortizzuolo, Quarantoli, San Giacomo Roncole, San Martino Spino e Tramuschio, ognuno dei quali dotato di un comitato di frazione. Peraltro anche nella località di Cividale (che ufficialmente non è riconosciuta come frazione) esiste tale organismo decentrato.
Altre località del territorio comunale sono: Baia, Bastiglia, Bigozzi, Carrobbio Zeni (chiamato anche Crocicchio Zeni), Case sparse, Castello Tondino, Castello Venezia, Cividale, Confine, Fondo Gesù, Grazi, I Gazzuoli, Maffea, Malavicina, Nocedella, Orto Serafina, Ponte Pietra, Ponte San Pellegrino, Ponte Santa Maria, San Martino Carano, Santa Giustina Vigona, Stazione Ferroviaria, Svolta de' Secchi e Tre Gobbi.

## Economia
L'economia mirandolese è caratterizzata principalmente da due settori: il biomedicale e l'agricoltura.

### Agricoltura
L'agricoltura, sviluppata soprattutto nelle valli delle varie frazioni, ha come prodotti principali le colture erbacee, da frutto e l'allevamento.
Tra le colture erbacee si rilevano l'abbondanza di barbabietola da zucchero, mais (Zea Mays, sia per granella che per ceromais), sorgo, frumento, erba medica (anche per insilati, chiamata erba di Spagna) e altre specie.
Per le colture da frutto è importante ricordare le coltivazioni di pere e mele campanine varietà autoctona. Tra le varietà più coltivate di pere vi sono Abate Fétel, Kaiser, William (bianco e rosso) e Conference. Vi sono anche molti vigneti specializzati di uva nera Lambrusco, in quanto il territorio ricade nella zona di produzione del vino Lambrusco Salamino di Santa Croce rosso DOC. Grazie alla grande presenza di acqua, nelle frazioni di Gavello e San Martino Spino e nelle valli mirandolesi è diffuso l'allevamento ittico (pesce gatto, tinca, carpa, luccio e anguilla) e la coltivazione di pomodoro, anguria e melone, essendo in particolare incluse nella zona di produzione del "melone mantovano IGP".
Mirandola è situata nella zona di produzione del formaggio Parmigiano Reggiano DOP, per cui si sono sviluppati molti allevamenti bovini (soprattutto di pezzata nera) sia a stabulazione fissa (il latte di queste vacche non è adatto alla produzione del formaggio, ma solo di latte alimentare), viste le vecchie abitudini contadine, che a stabulazione libera, il metodo più efficace per le produzioni e le esigenze attuali.
A Mirandola si sta anche affermando la coltivazione di pioppo sia per ricavarne cellulosa che per biomassa.
Grazie alle abbondati produzioni agricole della zona, in passato erano presenti numerose aziende alimentari e di trasformazione, tra cui uno zuccherificio-distilleria, uno stabilimento di conservazione (già gestito da Covalpa, Mon Jardin e Conserve Italia e chiuso nel 2002) e un'importante industria di lavorazione delle carni (salumificio Montorsi, chiuso negli anni 1990).

### Industria

#### Biomedicale
Il distretto biomedicale dell'area mirandolese (che comprende anche vari comuni limitrofi, i più importanti dei quali sono Medolla e Cavezzo) si è sviluppato a partire dagli anni sessanta grazie all'iniziativa di Mario Veronesi, un farmacista che intuì le potenzialità del mercato di prodotti monouso per uso medico. Oggi il distretto raggruppa un centinaio di aziende del settore.

#### Metalmeccanica
A Mirandola aveva sede la Carrozzeria Barbi specializzata nella produzione di autobus e veicoli commerciali, chiusa nel 2018. Dagli anni 2000 è stato aperto uno stabilimento della Lamborghini per la verniciatura personalizzata delle vetture Aventador e Huracán.
Altre aziende metalmeccaniche sono dedicate alla smaltatura, produzione di infissi e finestre, container, prefabbricati industriali e macchine agricole. In passato era sviluppata anche la lavorazione della ghisa presso la fonderia Focherini (chiusa negli anni 1980).

### Servizi

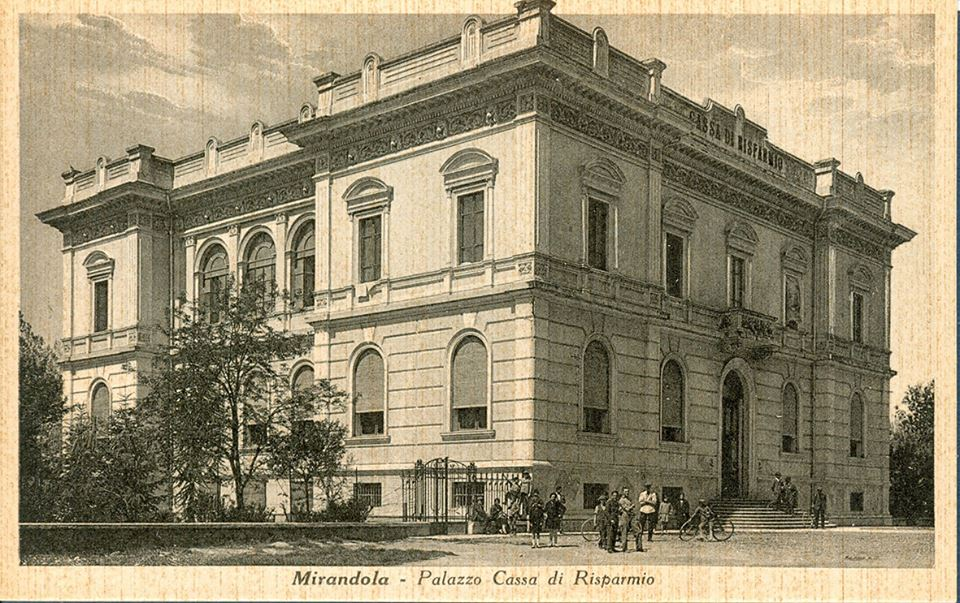
Il palazzo della Cassa di risparmio di Mirandola

Particolarmente sviluppato è il settore terziario dei servizi, che da solo occupa circa il 45% della forza lavoro residente. Ha sede a Mirandola l'azienda multiservizi AIMAG.
Fino agli anni 2000 era sede della Cassa di risparmio di Mirandola (1864-2006), erede dell'antico monte di pietà fondato nel 1495 dai frati francescani.

## Infrastrutture e trasporti

### Strade
La principale infrastruttura viaria è costituita dalla Strada statale 12 dell'Abetone e del Brennero, che collega la bassa modenese verso nord con il mantovano e il veronese e verso sud con Modena.
Lungo l'asse orizzontale, si trova la strada provinciale per Concordia sulla Secchia in direzione ovest, mentre la strada provinciale delle Valli (SP7), del Mazzone (SP8) e l'Imperiale del Carrobbio (SP9) si dirigono verso est.
Sull'ex tracciato della ferrovia Modena-Mirandola è stata realizzata la pista ciclabile "Chico Mendes" che conduce dalla zona del Centro nuoto di Mirandola fino a Medolla, da cui si può proseguire verso San Felice sul Panaro-Finale Emilia oppure in direzione Modena.
Il 13 aprile 2021 è stato inaugurato il primo tratto emiliano, lungo 46 km, della Ciclovia del Sole dal confine con la Lombardia a Tramuschio (Mirandola) fino a Osteria Nuova (Sala Bolognese), sul sedime del vecchio tracciato della ferrovia Bologna-Verona; l'itinerario è percorribile fino al centro di Bologna, seguendo un tratto di ciclovia provvisorio, allestito in sola segnaletica orizzontale, in attesa dello sviluppo del progetto definitivo per l'ingresso in città.

### Ferrovie
Il territorio comunale è attraversato dalla ferrovia Verona-Bologna: presso la località di Cividale si trova la stazione di Mirandola, servita da treni regionali FER e Trenitalia.
Dal 1883 fino al 1964 fu attiva la ferrovia Modena-Mirandola-Finale, con la stazione di Mirandola SEFTA (oggi riconvertita ad autostazione). Il progetto della ferrovia Rolo-Mirandola, avviato negli anni 1930, invece non fu mai portato a termine, sebbene l'infrastrutura fosse stata in buona parte realizzata.

### Mobilità urbana
Mirandola e il territorio comunale sono serviti da autolinee gestite da SETA e dall'APAM di Mantova.
Tra il 1904 e il 1927 fu attiva la tranvia di Mirandola, a trazione ippica, che collegava il centro cittadino con la stazione ferroviaria di Cividale.

## Amministrazione

### Gemellaggi
Mirandola è gemellata con:
- Villejuif, dal 1958
- Ostfildern, dal 2002 (contatti non ufficiali dal 1987/88)
- Sona, dal 2022[40]

## Sport
L'Unione Sportiva Mirandolese è stata una società calcistica attiva dal 1920 al 2005, giocando per dodici stagioni in Serie D negli anni 1950-1960. Nel 2022 la società è stata rifondata rilevando il titolo della Folgore Mirandola nata dalle ceneri del fallimento della storica società calcistica della città. Le altre società attive nel 2024 nel comune di Mirandola sono la Quarantolese che milita in promozione e la Sanmartinese che milita nella seconda categoria.
Nella pallavolo vi è la Stadium Pallavolo Mirandola. La squadra maschile nella stagione sportiva 2016-2017 ha festeggiato i 50 anni dalla fondazione e il venticinquesimo anno di fila nella serie B nazionale. Nel 2022 ha conquistato la promozione in Serie A3. Spesso le giovanili Stadium sono state coinvolte in campionati di eccellenza assieme a squadre blasonate della regione come Gas Sales Piacenza, Robur Ravenna e Modena Volley, nonché in fasi di finale nazionale. La sezione femminile della Volley Stadium Mirandola milita nella serie B2 nazionale.
Nella pallacanestro sono presenti la Pico Basket attiva però solo con i settori giovanili e la Controluce Mirandola Basket.
La Polisportiva Pico è attiva anche nell'hockey a rotelle, la cui squadra Hockey Pico Mirandola milita nella Serie B del campionato italiano di hockey su pista dopo la retrocessione nella stagione 2024-2025.
Mirandola ha ospitato il traguardo finale di due tappe del Giro d'Italia nel 1969 e 1970, in entrambi i casi sponsorizzati dal salumificio Montorsi (che nel 1969 celebrava il 50º anniversario di fondazione): la 2ª tappa del Giro d'Italia 1969 fu vinta da Davide Boifava, mentre la 15ª tappa del Giro d'Italia 1970 vide la vittoria di Marino Basso. Il 20 maggio 2014, nel secondo anniversario del terremoto del 2012, è stato organizzato in via Gregorio Agnini un traguardo volante (vinto da Marco Bandiera) durante la 10ª tappa del Giro d'Italia 2014.

### Impianti sportivi
Nei viali della circonvallazione est è presente lo stadio comunale intitolato a Libero Lolli.
Nella periferia sud-orientale è presente la zona sportiva con un centro nuoto con piscine interne ed esterne, il palazzetto dello sport Marco Simoncelli e la bocciofila. Altri campi di calcio sono presenti in via Posta e nelle frazioni di Mortizzuolo, Quarantoli e San Martino Spino, inoltre vi sono le palestre Walter Bonatti, palazzetto in cui gioca gli incontri in casa La Stadium Mirandola, e la palestra 29 Maggio.